# Jure Balkovec
Jure Balkovec (Novo Mesto, 9 de septiembre de 1994) es un futbolista esloveno que juega de defensa en el Fatih Karagümrük S. K. de la Superliga de Turquía.

## Selección nacional
Es internacional con la selección de fútbol de Eslovenia. Fue internacional sub-18, sub-19 y sub-21, antes de debutar con el combinado absoluto en 2018.

### Participaciones en Eurocopas
| Copa          | Sede     | Resultado        | Partidos | Goles |
| ------------- | -------- | ---------------- | -------- | ----- |
| Eurocopa 2024 | Alemania | Octavos de final | 2        | 0     |

## Clubes
| Club                    | País      | Año       |
| ----------------------- | --------- | --------- |
| N. K. Bela Krajina      | Eslovenia | 2011      |
| N. K. Domžale           | Eslovenia | 2011-2017 |
| N. K. Krka (cedido)     | Eslovenia | 2014      |
| N. K. Radomlje (cedido) | Eslovenia | 2014-2015 |
| S. S. C. Bari           | Italia    | 2018      |
| Hellas Verona           | Italia    | 2018-2020 |
| Empoli F. C. (cedido)   | Italia    | 2019-2020 |
| Fatih Karagümrük S. K.  | Turquía   | 2020-2022 |
| Alanyaspor              | Turquía   | 2022-2025 |
| Fatih Karagümrük S. K.  | Turquía   | 2025-     |

## Palmarés

### Distinciones individuales
| Distinción                                 | Año     |
| ------------------------------------------ | ------- |
| Once ideal de la Primera Liga de Eslovenia | 2016-17 |